# Roger Davis (acteur)
Pour les articles homonymes, voir Roger Davis.
Roger Davis est un acteur américain né le 5 avril 1939 à Bowling Green, dans le Kentucky.
Il est essentiellement connu dans le monde pour avoir repris le rôle de cowboy Kid Curry dans la série Opération danger après le décès de Pete Duel.

## Vie et carrière
Roger Davis est apparu pour la première fois à la télévision américaine en 1962 en campant le soldat Roger Gibson dans la série The Gallant Men sur ABC. En 1963, il joue aux côtés de Richard Egan dans la série western Redigo sur NBC. Puis en 1964, il fait une apparition dans la série La Quatrième Dimension. Cette même année, il joue sur grand écran dans le film Ride the Wild Surf de Don Taylor.
De 1968 à 1970, Davis sera dans le soap fantastique Dark Shadows, il jouera cinq personnages différents. En 1971, il devient le narrateur de la série d'ABC Opération Danger. À la suite du décès de l'acteur principal, la chaîne oblige les producteurs à finir la seconde saison en cours. Davis reprendra le rôle pour les cinq derniers épisodes. Renouvelée pour une troisième saison, il jouera dans les 12 derniers épisodes. À la suite de l'arrêt de la série, Roger Davis fera de nouvelles apparitions dans de nombreuses séries à succès des années 70. Il va aussi devenir l'une des voix les plus recherchées pour les publicités radios et télévisées. Il continuera d'ailleurs dans les années 80 à faire du doublage pour les séries animées et les films.
Côté vie personnelle, l'acteur a été marié à quatre reprises. Il a notamment été le mari de l'actrice Jaclyn Smith de 1968 à 1978. Son second mariage avec Suzanne Irwin fera de lui un père de famille comblé avec la naissance de sa fille Margaret en 1981. La petite famille déménagera pour Louisville. Il divorcera en 1983 pour épouser l'agent immobilier Alice LeGette en 1985 mais leur mariage ne durera pas plus de 3 ans. Depuis 1991, Roger Davis est marié à l'avocate Donna Jenis et le couple vit depuis ce temps à Los Angeles.
Parallèlement à son métier d'acteur, Davis a développé un réseau important d'habitations de luxe. Il a fait rénové L'Hôtel Seelbach à Louisville et fait construire un large complexe d'immeubles de standing. Sa famille est propriétaire de la Davis Tire Company dans la même ville. Il est aussi producteur de longs métrages avec sa société de production Lonetree Entertainment qui se trouve à Hollywood.

## Séries télévisées
- 1962-1963 : The Gallant Men : Roger Gibson
- 1963 : Redigo : Mike
- 1964 : La Quatrième Dimension (The Twilight Zone) (Série TV) : épisode L'Espace d'un moment (Spur of the Moment) de Elliot Silverstein (saison 5, épisode 21) : David Mitchell
- 1965 : Docteur Kildare : Karl Bjorstrand
- 1966 : Bonanza : Harold Stanley
- 1967 : La Grande Vallée : Walt Tompkins
- 1968-1970 : Dark Shadows : Jeff Clark / Peter Bradford / Charles Delaware State / Dirk Wilkins / Ned Stuart
- 1970 : The Most Deadly Game : Tod Masters
- 1970 : The Bold Ones: The Lawyers : Randy Burroughs
- 1971 : Bonanza : Bert Yates
- 1971 : Médecins d'aujourd'hui : Bob McGill / Brad Carter
- 1972 : The Bold Ones: The Lawyers : Jim Lewis
- 1972 : Night Gallery : George Beaumont
- 1972-1973 : Opération Danger : Hannibal Heyes
- 1973 : Owen Marshall, Counselor at Law : un témoin
- 1973 : The Wide World of Mystery : Jeff
- 1973 : Un shérif à New York : Virgil
- 1973 : The New Perry Mason : Larry Vaughn
- 1973 : Faraday and Company : Millgren
- 1974 : L'Homme de fer : Willie Bonner
- 1974 : Firehouse : Farrell
- 1974 : Deux cent dollars plus les frais : Travis Buckman
- 1976 : Super Jaimie : Lieutenant Colonel Tom Hollaway
- 1977 : The Hardy Boys / Nancy Drew Mysteries : Sonny
- 1977 : Quincy : Docteur Paul Taggart
- 1977 : Wonder Woman : Jack Corbin
- 1980 : Galactica 1980 : Andromus
- 1988 : Police 2000 : Chef Jim Townsend
- 1989 : Matlock : Joshua Bradbury
- 1998 : Night Man : Docteur Bauman